# ناعومي وو
ناعومي وو (بالصينية: 吴淖米) مطورة ويب ويوتيوبية ومبرمجة صينية، ولدت في 1994. تعرف بلقب «السايبورغ المثيرة» (بالإنجليزية: Sexy Cyborg) تنشط وو في مجالات عدة وتناصر قضايا من بينها النساء في مجالات العلوم والتكنولوجيا والهندسة الرياضيات، العتاد مفتوح المصدر، تعديل الجسم، وفكر تجاوز الإنسانية.